# Stactolaema whytii
Stactolaema whytii là một loài chim trong họ Lybiidae.